# Valkeala
Valkeala is een voormalige gemeente in de Finse provincie Zuid-Finland en in de Finse regio Kymenlaakso. De gemeente had een oppervlakte van 861 km² en telde 11.195 inwoners in 2003. In 2009 werd Valkeala bij Kouvola gevoegd.
Hamina · Iitti · Kotka · Kouvola · Miehikkälä · Pyhtää · Virolahti
Voormalige gemeenten:
Anjala · Anjalankoski · Elimäki· Haapasari · Jaala · Karhula · Kuusankoski · Kymi · Sippola · Suursaari · Tytärsaari · Valkeala · Vehkalahti